# 호피어
호피어(Hopilàvayi,Hopi)는 미국 애리조나주 북동부에 사는 호피 족이 쓰는 유트아스테카어족 언어이다. 오늘날 상당수의 호피족은 호피어를 잊고 영어만 쓴다. 20세기 동안 호피어 사용자는 계속 줄어들어왔다. 1990년에 호피족의 70%에 해당하는 5000명정도가 호피어를 구사하였으며, 그중 호피어만 말하는 사람은 40명 밖에 안되었다. 많은 호피족 어린이들이 언어습득시기에 호피어를 접할 기회 없이 자라고 있으며 따라서 호피어는 소멸위기언어에 속한다. 호피 리터러시 프로젝트라는 호피족 모임이 호피어를 되살리려는 노력을 기울이고 있으며, 에모리 세카쾁테와가 그 일환으로 호피어-영어 사전을 편찬하기도 했다. 언어학자인 벤자민 워프는 호피어를 배워서 그 지식이 그의 이론의 바탕을 이루기도 했다.

## 같이 보기
- 호피 족